# 石渡英典
石渡　英典（1960年2月26日 -  ）は、日本の男性歌手。元子役。

## 来歴
東京都大田区大森に生まれる。　1963年に日本児童劇団に入団し、1965年に東映児童劇団に移る。
1978年6月25日、「飛騨の夜祭」でレコードデビューする。当時、山本コウタロー、ばんばひろふみ、ふきのとう、とんぼ、山田パンダフルハウスらの前座を務めていた。

## ディスコグラフィ
- 飛騨の夜祭
- 上野発23時
- 心知らず（作詞：竜真知子／作曲：大塚博堂）
- 桜模様（作詞：竜真知子／作曲：大塚博堂）
- 雨のストーリー（作詞・作曲：小泉まさみ）
- 海岸にひとり

## CMソング
- ヤマハエレクトーン
- サマーランド
- 品川プリンスホテル
- 明治トースト

## 出演
- ハレンチ学園 - フーセン 役
- ワンパク番外地 - にくまん 役